# イッリカッフェ

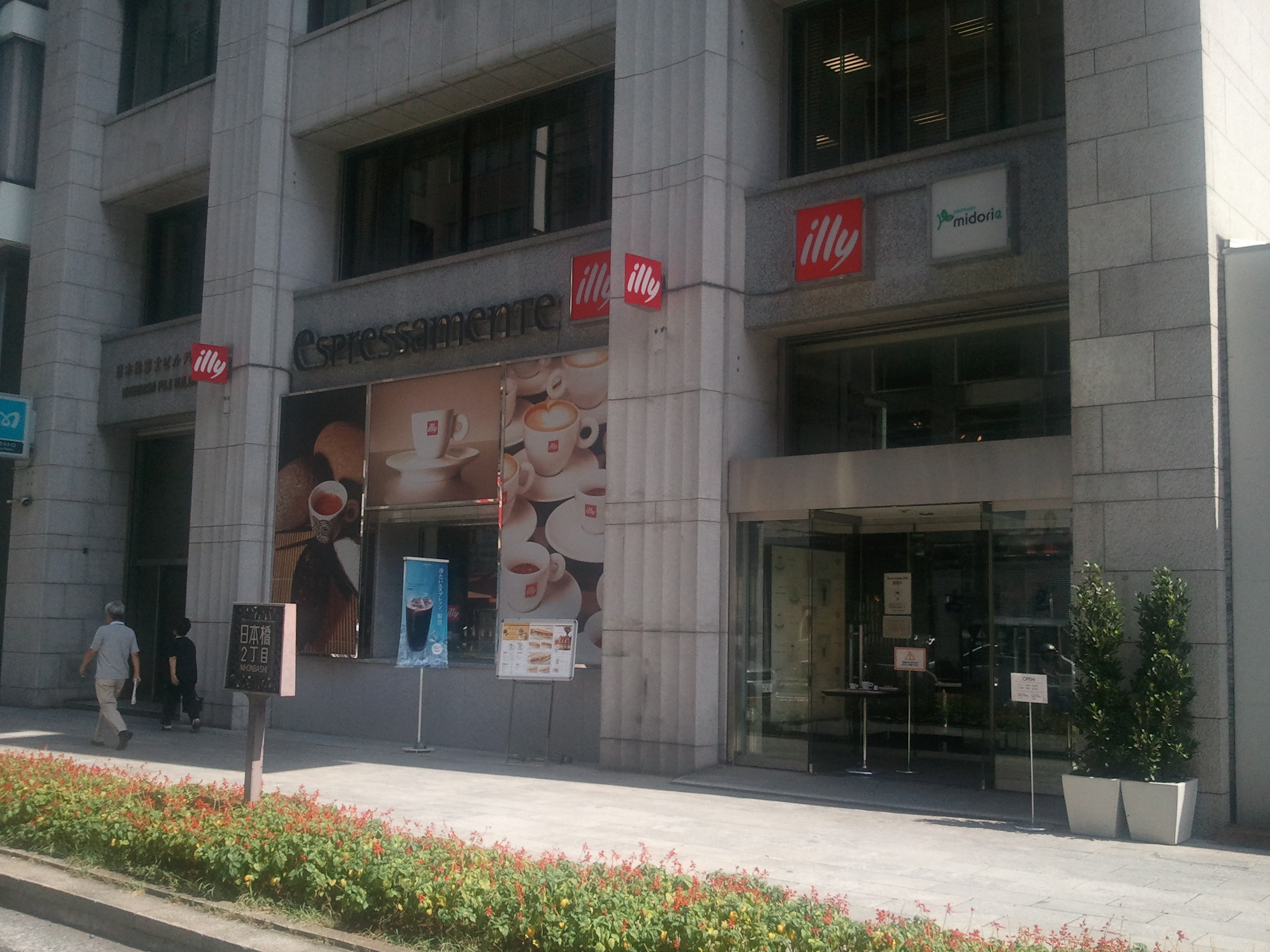
エスプレッサメンテイリー日本橋中央通り店

イッリカッフェ (illycaffè S.p.A.) は、イタリアのトリエステに本社と工場を持つ食品関連企業である。イリーとも呼ばれる。業務提携を行なって日本国内でブランドの名を冠した製品やサービスを提供している日本コカ・コーラやプロントコーポレーションでは「イリー」の表記を採用している。
真四角の赤地に白字のでillyと書かれたロゴマークで知られる。
フランチェスコ・イッリにより1933年に創立、息子のエルネスト・イッリ（1925年-2008年）により引き継がれ、現在は家族の3代目に継がれている。会社はその分野で研究と革新を行い常に良くなろうとしている。
イッリカッフェの基礎となる製品は100%アラビカ種コーヒー各種で、香りを保存するための不活性ガスを封入した金属容器で包装されている。製品の半分以上は全世界への輸出に割り当てられている。
エスプレッソ用の粉末コーヒーを一杯毎に個別包装したパッケージ「カフェ・ポッド」を使用したシステム Easy Serving Espresso の特許を持っている。